# Dražen Anzulović
Dražen Anzulović (ur. 7 maja 1967 w Zagrzebiu) – chorwacki koszykarz, występujący na pozycji rozgrywającego, po zakończeniu kariery zawodniczej trener koszykarski
6 grudnia 2015 został trenerem zespołu MKS Dąbrowy Górniczej.

## Osiągnięcia
Zawodnicze
- Mistrz Jugosławii (1985)
- Zdobywca pucharu:
  - Europy Mistrzów Krajowych (1985, 1986)
  - Europy Zdobywców Pucharów (1987)
  - Jugosławii (1985, 1986, 1988)
- 2.miejsce w:
  - mistrzostwach Jugosławii (1986)
  - Pucharze Koracia (1988)
- 3. miejsce w Pucharze Europy Zdobywców Pucharów (1989)

Trenerskie
- Mistrz[2]:
  - Chorwacji (2004, 2006, 2007)
  - Belgii (2008, 2009)
- Wicemistrz:
  - Ligi Adriatyckiej (2012)
  - Chorwacji (2005, 2012)
- Zdobywca:
  - pucharu:
    - Chorwacji (2012)
    - Belgii (2009)

  - superpucharu:
    - Belgii (2008)
    - Chorwacji (2011/12)
- 2. miejsce w pucharze:
  - Chorwacji (2005)
  - Ligi Bałtyckiej (2010)[3]